# 雷辛M50衝鋒槍
M50雷興衝鋒槍（英語：M50 Reising）， 是美國馬薩諸塞州伍斯特的Harrington & Richardson（H&R）武器公司製造，由尤金·雷興於1940年設計並獲得專利的衝鋒槍。 武器有三個版本，分別是M50、摺疊式M55和半自動M60。第二次世界大戰期間美國訂購了超過10萬把雷興，最初被美國海軍、海軍陸戰隊和美國海岸警衛隊使用，之後也有被運往加拿大、蘇聯和其他盟國對抗軸心國。

## 設計細節
與湯普森衝鋒槍（200美元）相比，M50雷興的成本要低得多（62美元)，也要輕得多（7磅與11磅）。 M55的結構也相對更緊湊（長約22英寸與33英寸）。雷興的價格比湯普森便宜，因為它的金屬部件大多是衝壓件而不是機械零件。 這也使它的重量更輕。 像湯普森M1928A1一樣，它的原理是延遲反衝，湯普森依靠反衝作用來提供可接受的低射速。 也就是說，像湯普森的早期型號一樣，較輕的槍機能夠更快地進行反衝，產生較快的射速。 這反過來說意味著湯普森在不降低可控性的情況下無法從根本上減輕重量，因為自動射擊需要槍身的重量來抵消和穩定其槍機反衝對控制和準確性的影響。 雷興的槍機比湯普森要輕得多，因為它的延遲反衝機制是自動射擊速度的主要決定因素，因此，整個槍可以相對更輕，而不會影響準確性和可控性。

## 流行文化

### 電子遊戲
- 2021年—《應徵入伍》：作為美國的初始衝鋒槍。